# Welbsleben
Welbsleben là một đô thị ở huyện Mansfeld-Südharz, Saxony-Anhalt, nước Đức. Đô thị Welbsleben có diện tích 9,06 km².